# La Eduvigis

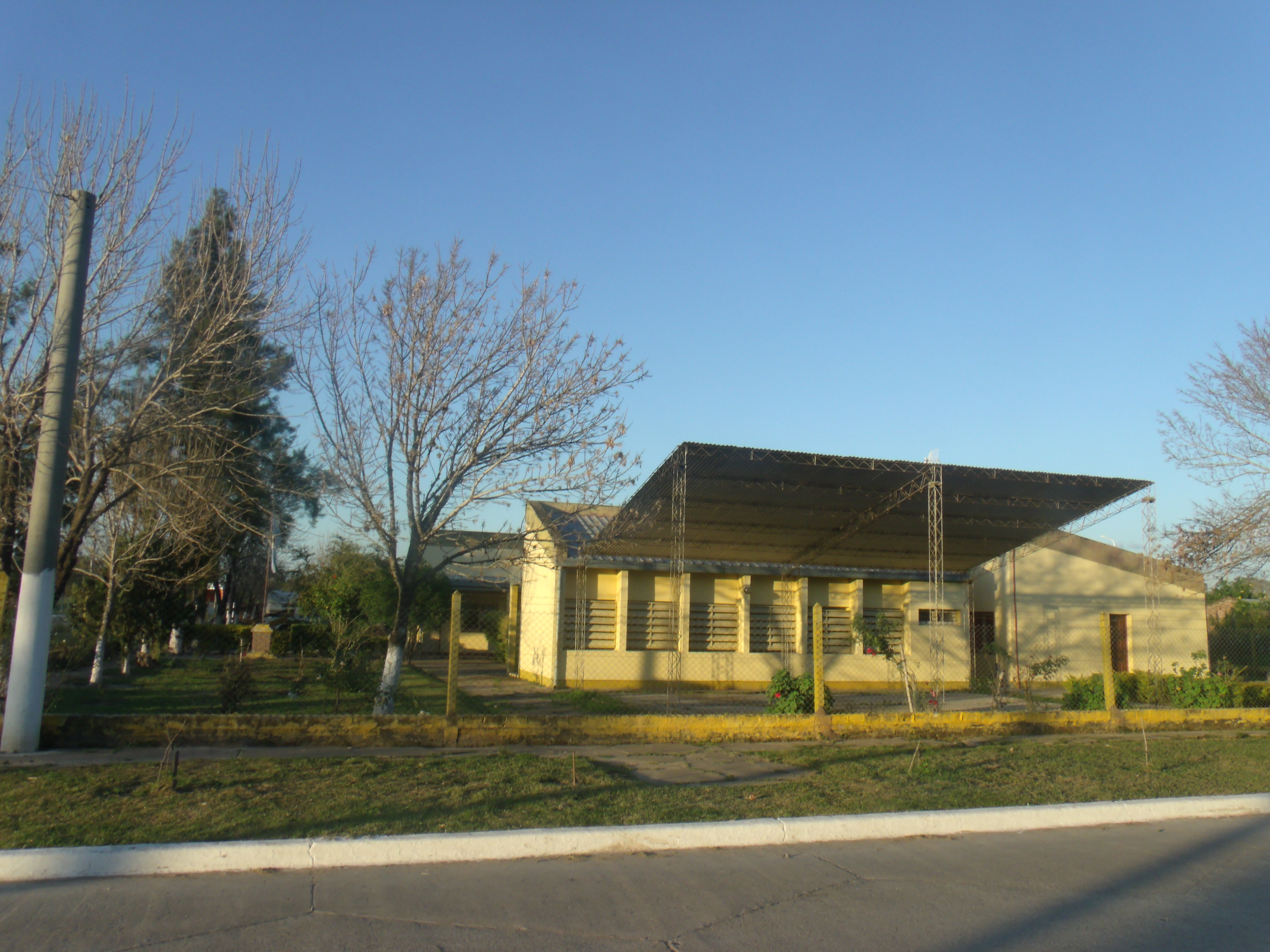
Sede de la Municipalidad de la Eduvigis.

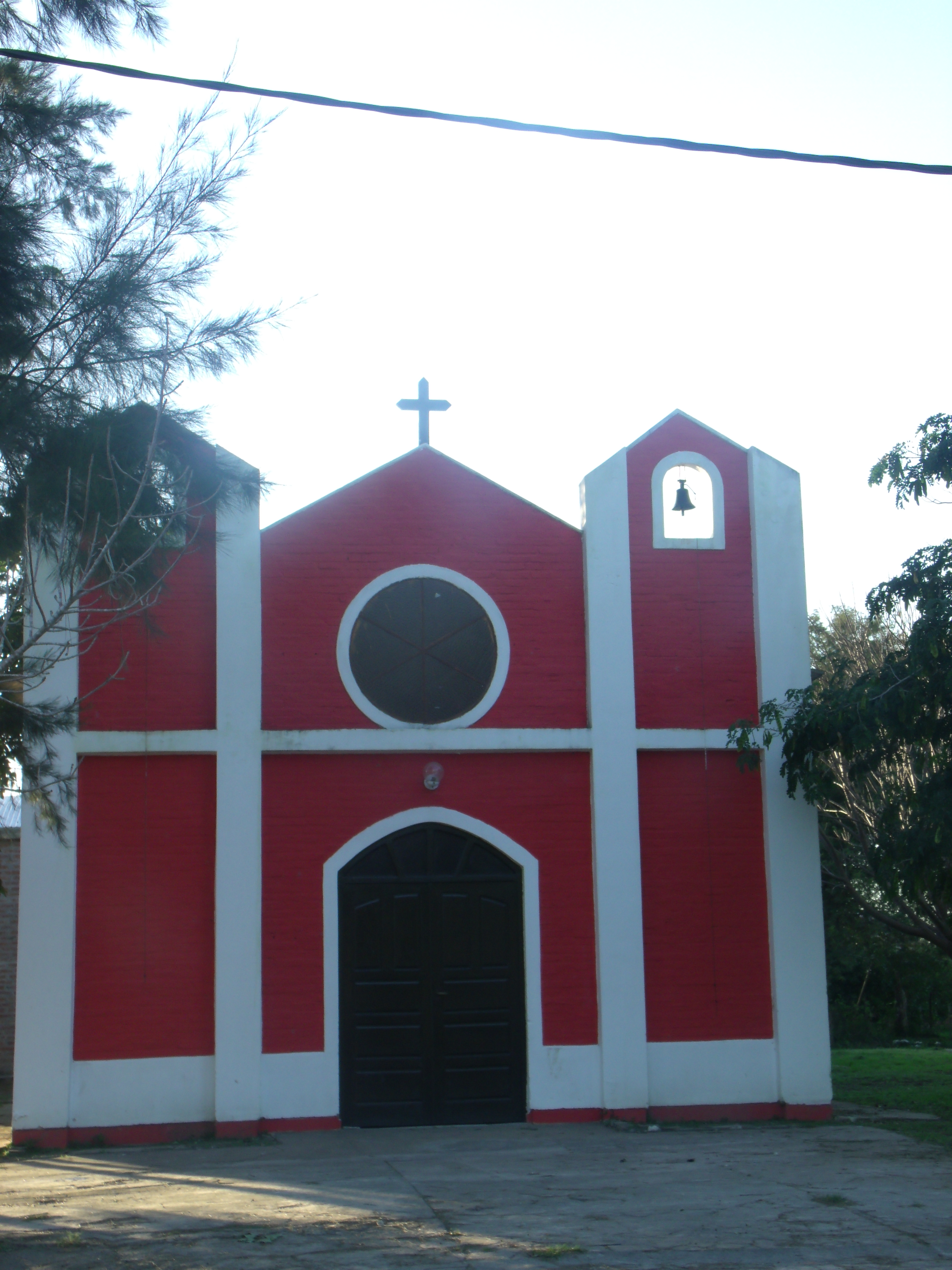
Principal templo católico de La Eduvigis.

La Eduvigis es una localidad argentina ubicada en el centro este de la provincia del Chaco, en el departamento Libertador General San Martín.

## Pueblo originarioToba
Participan, en la "Unión de Pequeños Productores Chaqueños". 
Los asentados continúan con las prácticas tradicionales de caza, recolección, pesca y agricultura (algodón, maíz, mandioca, porotos), cultivan la tierra, son peones de temporada en los algodonales, obrajes, aserraderos, hornos de ladrillos y carbón, y también hay empleados municipales.
Mantienen las artesanías tradicionales de cerámica, tallado, cestería, tejidos; magra fuente de ingresos. En Quitilipi se realiza anualmente la "Feria de Artesanía Originaria".

## Puesto Sanitario
"A" La Eduvigis, nivel de complejidad: II 

## Vías de comunicación
La principal vía de acceso es la ruta provincial 90, que la comunica por asfalto al noroeste con General José de San Martín y al sudoeste con la ruta nacional 11. Otras rutas importantes son la provincial 35 que la vincula al este con Selvas del Río de Oro, y la provincial 47, que la comunica al norte con Pampa Almirón.

## Población
Cuenta con 392 habitantes (Indec, 2010), lo que representa un incremento del 44,6 % frente a los 271 habitantes (Indec, 2001) del censo anterior. En el municipio el total ascendía a los 1,816 habitantes (Indec, 2001).
| Gráfica de evolución demográfica de La Eduvigis entre 1991 y 2010 |
|                                                                   |
| Fuente: Censos nacionales del INDEC                               |

La mayor parte de la población de los colonos pioneros que fundaron o habitaron La Eduvigis han fallecido o se han trasladado a las ciudades. Entre ellos merece destacarse a don Luis Schwarzbein - un gaucho judío - quien en la década de los 40's y 50's donó el destacamento policial, aulas de la escuela, la capilla y otros edificios comunitarios. Fue el iniciador e impulsor de las primeras pequeñas industrias locales como un matadero, un saladero de cueros, charcutería y panadería.

## Iglesia católica
La capilla de la localidad está dedicada a San José; la comunidad es parte de la parroquia San Antonio de Padua, de General J. de San Martín. Anteriormente la atención eclesial estaba a cargo de la catedral de Resistencia o de la parroquia de Las Palmas, hasta 1954, con dos excepciones: en 1941, cuando el cura párroco de El Zapallar (nombre original de la ciudad de General J. de San Martín), padre Florián Kroneis, administra 43 bautismos en 3 tandas;  en 1952 el vicario dehoniano padre Emilio Vanoni, administra 8 bautismos; nuevamente se hace cargo de la comunidad el padre Guido Farinetti, de Las Palmas, en 1953 y 1954;         a partir de 1955, desde el centro parroquial, la comunidad fue atendida sin interrupciones por los sacerdotes dehonianos de General J. de San Martín:  Carrara Julián, ayudado por Leone José (1955-57), Marella Carlos ayudado por Nespoli León (1958), Serughetti Francisco(1959-62), Rossi Isaías (1962-65), Moraschetti Mario con ayuda de Bonci Rodolfo(1966-69), Marianni Guido ayudado por Moraschetti (1970-75), Clerici Eufrasio (1976-78), Barbieri Juan (1979-80), Lovato Mario (1981-88), Menoncin Dino (1989-93), Zobbi Pedro (1994-95) González Héctor (1996-99), D’Agostini Tarcisio (2000), Piubeni Franco (2001), Durello Gervasio (desde 2002).